# Тужиков Ігор Борисович
Ігор Борисович Тужиков (нар. 11 червня 1979, Харків) — український художник, член Національної спілки художників України (2008). Представник харківської школи реалістичного пейзажу.

## Біографія
У 2000 році закінчив Харківське державне художнє училище за спеціальністю живопис. У 2006 випускник Харківської державної академії дизайну та мистецтв, факультет образотворчого та декоративно-прикладного мистецтва за спеціалізацією станковий живопис. Вчився у Віктора Чауса, Василя Ганоцького, Валентина Сизикова.
З 2001 року бере активну участь у численних художніх пленерах, акціях, заходах, групових, всеукраїнських та міжнародних виставках. Член Національної спілки художників України з 2008 року.
Роботи знаходяться в Харківському художньому музеї, Харківському будинку вчених, а також у приватних колекціях у Росії, Україні, Польщі, Чехії, Китаї, США, Франції, Великій Британії, Німеччині, Туреччині.

## Участь у виставках
- 2004—2005 — обласна художня виставка «Різдвяний салон»
- 2004 — групова виставка, присвячена 60-річчю Харківської художньої школи ім. І. Є. Рєпіна, галерея «Маестро»
- 2005 — учасник культурно-художньої акції «Путями Васильковского: взгляд через столетие» з подальшими виставками у художніх музеях Полтави, Лубни, Миргорода
- 2006 — колективна виставка в галереї арт-клубу «Ракурс», Громадянський рух «Радість життя»"Дністер 2006", Одеса.
- 2007 — участь у виставці в м. Санкт-Петербург, присвяченій відкриттю галереї «Н.Проспект» (фонд «Культурное Достояние»)
- 2007 — групова виставка, арт-клуб «Ракурс», виставковий зал «Юніон» (Управління охорони об'єктів державної адміністрації), Одеса.
- 2007 — групова виставка «Літній настрій», виставковий зал «Березень», Одеса.
- 2007—2008 — обласна художня виставка «Різдвяний салон», Будинок художника.
- 2008—2009 — обласна художня виставка «Різдвяний салон», Будинок художника.

Всеукраїнські виставки:
- 2001 — всеукраїнська художня виставка, присвячена Дню художника.
- 2001—2002 — всеукраїнська Різдвяна виставка, Будинок художника.
- 2002 — всеукраїнська художня виставка, присвячена Дню художника.
- 2005 — всеукраїнська виставка до 60-річчя Перемоги, Будинок художника.
- 2005—2006 — всеукраїнська різдвяна виставка, Будинок художника.
- 2006—2007 — всеукраїнська різдвяна виставка, Будинок художника.
- 2007 — всеукраїнська художня виставка, присвячена Дню художника.
- 2009—2010 — всеукраїнська художня виставка «Різдвяна», Будинок художника.
- 2010—2011 — всеукраїнська художня виставка «Різдвяна», Будинок художника.
- 2011—2012 — всеукраїнська художня виставка «Різдвяна», Будинок художника.
- 2009 — учасник художнього пленеру «Шляхами козацької слави», Нікополь.
- 2009 — участь у Всеукраїнському фестивалі «Пізнай країну рідну», виставка «Петрівські кольори» у художньому музеї м. Полтава.
- 2010 — участь у виставці «Художні акорди», галерея Хдхш ім. Рєпіна.
- 2011 — учасник всеукраїнського пленеру в рамках проекту «Київ живописний».
- 2012 — колективна виставка «Весна коханим жінкам», галерея «Бейт Дан», Харків.
- 2012 — виставка в галереї «Маестро» «Людина, простір, час».
- 2012 — виставка в галереї «Маестро» «Наше улюблене місто».
- 2012 — участь у виставці російського і українського живопису в «Silvana Gallery», США.
- 2013 — участь у міжнародному художньому пленері «Plener Venkov 2013», Чехія.

## Персональні виставки
- 2004 — персональна виставка у Харкові (бібліотека на пр. Ювілейний).
- 2008 — персональна виставка «Краса навколо» у Харківському художньому музеї (виставковий зал).
- 2008 — персональна виставка «Відлуння почуттів» у Харківському будинку вчених.
- 2008 — персональна виставка у культурному центрі «Імідж», Чугуїв.
- 2009 — персональна виставка «Екскурс у літо» у галереї «Мистець», Київ.
- 2011 — персональна виставка «Літня серенада» в офісі ТОВ «Фінаста», Київ[2].
- 2012 — персональна виставка «Дыхание Крыма» в галереї «Костюринський провулок», Харків.